# El Castillo de Huarmey
El Castillo de Huarmey – wielopoziomowe mauzoleum z suszonej cegły, znajdujące się w Peru, około 300 km na północ od Limy w pobliżu miejscowości Huarmey. Stanowisko odkryte zostało w 2013 roku przez polsko-peruwiański zespół archeologów, kierowany przez Miłosza Giersza z Uniwersytetu Warszawskiego oraz Roberto Pimentel Nitę. Wyprawa sponsorowana była przez National Geographic Society. Odkrycie jest jednym z najważniejszych dla badaczy historii imperium Tiwanaku-Wari, obejmującego niemal cały obszar dzisiejszego Peru w latach 600–900 n.e.
45-hektarowy obszar wokół mauzoleum był od lat rabowany przez poszukiwaczy skarbów, dlatego też przez wiele miesięcy wykopaliska utrzymywane były w ścisłej tajemnicy. Archeologowie zgromadzili 1200 artefaktów, w tym srebrne misy (w tamtym okresie srebro uważane była za cenniejsze od złota), złote kolczyki oraz broń z brązu. Odkryto również 63 zmumifikowane ciała, w tym trzy należące do królowych Wari. Nosiły one ślady przemieszczania z grobowców do sal, w których je wystawiano, co dowodzi kultu zmarłych w Wari, przejętego później przez Inków.
Umiejscowienie grobowca królewskiego w tym miejscu świadczy również o silnej kontroli Wari z tym rejonie i wzmacnia hipotezę o kluczowej roli tego imperium w upadku – znajdującego się na północ – imperium Moche.